# 冀鲁豫1943年秋季战役
冀鲁豫1943年秋季战役，中国称为冀鲁豫1943年秋季反“扫荡”，是中国抗日战争中，中日双方发生的战役。